# فرانک سالیوان
فرانک سالیوان (انگلیسی: Frank Sullivan؛ ۷ فوریهٔ ۱۸۹۶ – ۳۰ سپتامبر ۱۹۷۲) تدوین‌گر اهل ایالات متحده آمریکا بود.

## بخشی از فیلم‌شناسی
- آکادمی نظامی وست‌پوینت (۱۹۲۷)
- کارآگاه (۱۹۲۸)
- آسان‌ترین راه (۱۹۳۱)
- قطار سریع‌السیر شانگهای (۱۹۳۲)
- خشم (۱۹۳۶)
- سه رفیق (۱۹۳۸)
- بی‌تجربه‌ها (۱۹۳۹)
- زن سال (۱۹۴۲)
- داستان فیلادلفیا (۱۹۴۰)
- سی ثانیه بر فراز توکیو (۱۹۴۴)
- ماجرا (۱۹۴۵)
- دوره‌گردها (۱۹۴۷)
- ژاندارک (۱۹۴۸)
- ترزا (۱۹۵۱)